# Dian
Dian fou una marca catalana de motocicletes, fabricades per l'empresa Llobé, S.L. (fabricant de la coneguda marca d'amortidors Betor) a Barcelona entre 1959 i 1961.
La Dian duia motor Barbacil de 125 cc (un motor creat a Saragossa del qual Llobé n'aconseguí els drets de fabricació i disseny), i es fabricà només un parell d'anys, en una temporada fluixa per al negoci de suspensions de l'empresa. Tant punt aquesta tornà a encarrilar-ne la producció, abandonà la fabricació de motocicletes.